# العلاقات الآيسلندية الكورية الشمالية
العلاقات الآيسلندية الكورية الشمالية هي العلاقات الثنائية التي تجمع بين آيسلندا وكوريا الشمالية.

## مقارنة بين البلدين
هذه مقارنة عامة ومرجعية للدولتين:
| وجه المقارنة                                              | آيسلندا          | كوريا الشمالية                        |
| --------------------------------------------------------- | ---------------- | ------------------------------------- |
| المساحة (كم2)                                             | 103.00 ألف       | 120.54 ألف                            |
| عدد السكان (نسمة)                                         | 317.35 ألف       | 25.49 مليون                           |
| الكثافة السكانية (ن./كم²)                                 | 3.08             | 211.47                                |
| العاصمة                                                   | ريكيافيك         | بيونغيانغ                             |
| اللغة الرسمية                                             | اللغة الآيسلندية | لغة كوريا الشمالية القياسية ‏          |
| العملة                                                    | كرونة آيسلندية   | وون كوري شمالي                        |
| الناتج المحلي الإجمالي (بليون دولار)                      | 23.91 مليار      |                                       |
| الناتج المحلي الإجمالي (تعادل القوة الشرائية) بليون دولار | 15.79 مليار      |                                       |
| الناتج المحلي الإجمالي الاسمي للفرد دولار أمريكي          | 50.17 ألف        |                                       |
| الناتج المحلي الإجمالي للفرد دولار أمريكي                 | 46.55 ألف        |                                       |
| مؤشر التنمية البشرية                                      | 0.899            |                                       |
| رمز المكالمات الدولي                                      | +354             | +850                                  |
| رمز الإنترنت                                              | .is              | .kp                                   |
| المنطقة الزمنية                                           | 00، أوروبا/لندن ‏ | ت ع م+08:30، ت ع م+08:30، ت ع م+09:00 |

## منظمات دولية مشتركة
يشترك البلدان في عضوية مجموعة من المنظمات الدولية، منها:
| علم المنظمة | اسم المنظمة                   | تاريخ انضمام آيسلندا | تاريخ انضمام كوريا الشمالية |
| ----------- | ----------------------------- | -------------------- | --------------------------- |
|             | يونسكو                        | 8 يونيو 1964         | 18 أكتوبر 1974              |
|             | الاتحاد البريدي العالمي       | ?                    | ?                           |
|             | الاتحاد الدولي للاتصالات      | 1 أكتوبر 1906        | ?                           |
|             | الأمم المتحدة                 | 19 نوفمبر 1946       | 17 سبتمبر 1991              |
|             | المنظمة الهيدروغرافية الدولية | ?                    | ?                           |

## وصلات خارجية
- موقع وزارة الخارجية الآيسلندية
- موقع وزارة الخارجية الكورية الشمالية